# Kari Henriksen
Kari Henriksen (ur. 10 sierpnia 1955 w Vennesli) – norweska polityk, od 2009 deputowana do Stortingu, a od 2021 jego wiceprzewodnicząca. Z zawodu pielęgniarka.

## Życiorys
Jest córką psychiatry Endrego Jørgena Steena Henriksena (1913-1984) i Randi Thorborg Løvstad (1914-2007). 
W latach 1976–1982 uczęszczała do Agder Distriktshøgskole, w latach 1979-1982 studiowała pedagogikę specjalną w Kristiansandzie, w 1987 ukończyła studia pielęgniarskie, a w latach 1993-1994 studiowała zarządzanie na Uniwersytecie w Agder. W 2005 uzyskała w Göteborgu tytuł magistra zdrowia publicznego.
W latach 2003–2008 była radną Kristiansandu. W latach 2004–2005 była przewodniczącą miejskich struktur Partii Pracy, w 2005 została członkinią zarządu partii w okręgu Vest-Agder. W wyborach parlamentarnych w 2005 zajęła pierwsze niemandatowe miejsce na liście Partii Pracy. W 2009 wybrana do Stortingu, reelekcję uzyskała w 2013,  2017 i 2021. 25 listopada 2021 wybrana do Prezydium Stortingu jako jego czwarta wiceprzewodnicząca.